# Mudzi (Distrikt)
Der Mudzi (Rural) Distrikt ist einer von 11 Distrikten in der Provinz Mashonaland East in Simbabwe. Er hat 158.478 Einwohner (2022). Sitz seiner Verwaltung ist die Stadt Kotwa.

## Geografie
Der Distrikt liegt im Nordosten von Mashonaland East und hat eine Fläche von 4158 km². Der Distrikts ist in 18 Wards unterteilt. Die Höhe des Distrikts liegt bei etwa 1000 m über dem Meeresspiegel im Südwesten und fällt Richtung Nordosten auf etwa 300 m ab.
Im Südwesten grenzt er an den Distrikte Mutoko und im Nordwesten an Uzumba-Maramba-Pfungwe. Im Norden an Rushinga in der Provinz Mashonaland Central und im Süden an Nyanga in der Provinz Manicaland. Im Osten grenzt Mudzi an den Distrikt Changara in der Provinz Tete in Mosambik. Dabei bildet der Fluss Mazowe und seinem Nebenfluss Nyadire die Nordgrenze und der Ruenya die Südgrenze.

## Wirtschaft
Die Landwirtschaft ist der wichtigste Wirtschaftszweig in Mudzi. Größtes Potenzial liegt in der Nutzung natürlicher Vorkommen. Geologische Ressourcen sind schwarzer Naturstein, Gold und Tantalit. Biologische Ressourcen sind Masawu und Mawuyu. Im Jahr 2021 lebten die Menschen in 78,4 % der Haushalte unter der für Simbabwe in diesem Zeitraum festgelegten Armutsgrenze von 45.60 US$/Person und Monat. Er ist damit einer der ärmsten im Land.

## Infrastruktur
Mudzi liegt strategisch geschickt an der Grenze zu Mosambik mit dem stark frequentierten Übergang in Nyamapanda. Er wird von der A2 durchzogen, die Tete mit Harare verbindet. Im gesamten Distrikt, aber vor allem im Grenzgebiet zu Mosambik gibt es weiterhin Probleme mit Landminen.